# Pia Olsson
Pia Olsson (ur. 1956) – szwedzka judoczka.
Uczestniczka mistrzostw świata w 1980. Brązowa medalistka mistrzostw Europy w 1977. Wygrała mistrzostwa nordyckie w 1979 roku.